# Meix Musy
Le Meix Musy est un sommet du massif du Jura situé sur la frontière franco-suisse. Il culmine à 1 287 ou 1 289 mètres d'altitude.

## Géographie
Le Meix Musy est situé sur une ligne de crêtes du Jura orientée sud-ouest/nord-est, à la limite de la commune française de Montlebon et de la commune suisse du Cerneux-Péquignot.